# Aulacoserica stuhlmanni
Aulacoserica stuhlmanni är en skalbaggsart som beskrevs av Brenske 1902. Aulacoserica stuhlmanni ingår i släktet Aulacoserica och familjen Melolonthidae. Inga underarter finns listade.